# All Shook Up (musical)
All Shook Up è un musical jukebox con le canzoni e liriche delle musiche di successo del cantante Elvis Presley, e il libretto di Joe DiPietro. La storia si basa sulla commedia in cinque atti di William Shakespeare (del 1602) La dodicesima notte.

## Produzione
Il musical è stato messo in scena dall'associazione Goodspeed Musical per produrre un musical non lucrale. La prima rappresentazione è stata svolta dal 13 maggio al 6 giugno 2004, con la maggior parte del cast di Broadway, ad eccezione di Manley Pope nel ruolo principale di Chad.
Come regista Christopher Ashley si è imbattuto nell'impresa, aiutato dalle coreografie di Jody Moccia.
Il musical ha riscontrato tanto successo da essere portato sul palco di Chicago, sotto prova, dal 19 dicembre al 24 gennaio dell'anno successivo, fino a comprendere delle modifiche per una "voce più strumentale" nel ruolo di Chad.
Broadway
La prima del musical venne ufficializzata al Palace Theatre di New York il 2 marzo e terminata il 25 settembre 2005 dopo 213 messe in scena e 33 anteprime. Diretta sempre da Christopher Ashley, ma con le coreografie di Ken Roberson, l'opera comprendeva il cast di: Cheyenne Jackson (Chad), Jennifer Gambatese (Natalie Haller/"Ed"), e Jonathan Hadary (Jim Haller).
È stato anche messo in scena nei teatri regionali e scolastici di tutti gli Stati Uniti.
"Love Me Tender" - Tour del Regno Unito (2015)
Durante il 2015, il Regno Unito ebbe l'occasione di ospitare il musical americano durante un tour per le città, intitolato come una canzone dell'opera: Love Me Tender. Iniziato nella Manchester Opera House nel giugno del 2015, lo spettacolo comprendeva le star Mica Paris (Sylvia), Sian Reeves (Mayor Matilda Hyde), Shaun Williamson (Jim) e Ben Lewis (Chad).